# Lupinus weberbaueri
Lupinus weberbaueri es una hierba vellosa que se ubica principalmente en los pisos altoandinos con una elevación entre los 3400 a 3900 m s.n.m., en Áncash y La Libertad en Perú, comprendiendo poblaciones extensas que están presentes en el Parque nacional Huascarán.

## Descripción
Es una hierba que erguida alcanza 1,40 metros de alto, con los tallos de 3-3,5 centímetros de diámetro, posee pelos de hasta 11 milímetros, sus hojas son imbricadas, posee estípulas de (4- 6 – 6,3 centímetros de largo por 0,6 – 0,7 centímetros de diámetro, deltoideos y enrollados en espiral en el área distal,  cubierta de pelos seríceos, además posee una vaina verdosa de 3 – 3,1 centímetros de largo por 2,5 – 2,7 centímetros de diámetro.El peciolo mide 20 – 32 centímetros de largo por 1,5 – 1,7 centímetros de diámetro en la base, verde, débiles, suculentos, todos estos rodeados por pelos simples seríceos. Los foliolos 13- 15 centímetros, son de forma elíptica , de 11 – 12 centímetros de largo por 1,9 – 2 centímetros de ancho, suculentos verde, rodeado por pelos simples seríceos en ambas superficies. La inflorescencia de 52 – 64 centímetros de largo, por 5 – 6 centímetros de diámetro,  es suculenta, cilíndrica, débil curvada en el área distal; con un pedúnculo verde, suculento, curvada el área distal, de 12 – 19 centímetros de largo, por 2 – 2,7 centímetros de diámetro.
Se puede observar y distinguir claramente un racimo de 50-65 centímetros de largo, con flores lilacinas dispuestos en verticilos completamente irregulares de 300-350 flores. En las raíces podemos encontrar nódulos bacterianos esféricos, aproximadamente 120 por planta, en muchas ocasiones fusionados 47 entre sí,  que se sitúan en las  raíces secundarias y terciarias, miden aproximadamente de 5 – 10 milímetro de largo por 4,5 – 7 milímetro de diámetro, mayormente pleomórficas, poseen estructuras globosas algunas veces, siendo los principales colores  marrón claro o marrón cremoso, sin ornamentaciones.

## Ecología
Crecen en laderas arenoso francas y arenosas, con mucha presencia de  humus, muy húmedos, también al borde de acequias, riachuelos y formaciones acuosas; comparte su hábitat con las especies Calamagrostis brevifolia, Stipa ichu, Paspalum pigmaeum (Poaceae), Lupinus paniculatus, Lupinus carazensis (Fabaceae), Azolla filiculoides (Azollaceae), Buddleja incana (Loganiaceae). Ya que hay restricción en su hábitat es recomendable su protección y conservación.

## Taxonomía
Lupinus weberbaueri fue descrita por Oskar Eberhard Ulbrich en Botanische Jahrbücher für Systematik, Pflanzengeschichte und Pflanzengeographie (37(5): 541–542) en el año de 1906.
Etimología
Lupinus: nombre genérico que proviene del nombre latín lupus que significa "lobo". Anteriormente se creía que estas plantas eran dañinas para el suelo por lo que se usó este nombre derivado del depredador para nombrarlas; actualmente se sabe que no solo no son dañinas sino que también ayudar a fijar el nitrógeno en el suelo.
weberbaueri epíteto otorgado en honor al botánico  August Weberbauer.

## Importancia económica y cultural

### Usos etnomedicinales
- Es utilizada para atenuar problemas estomacales o úlceras, también para la diabetes.[5]

## Galería

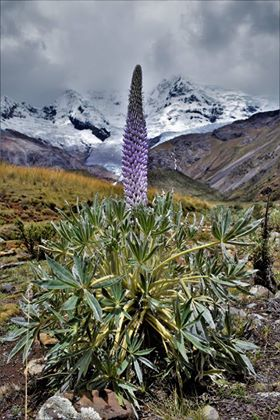
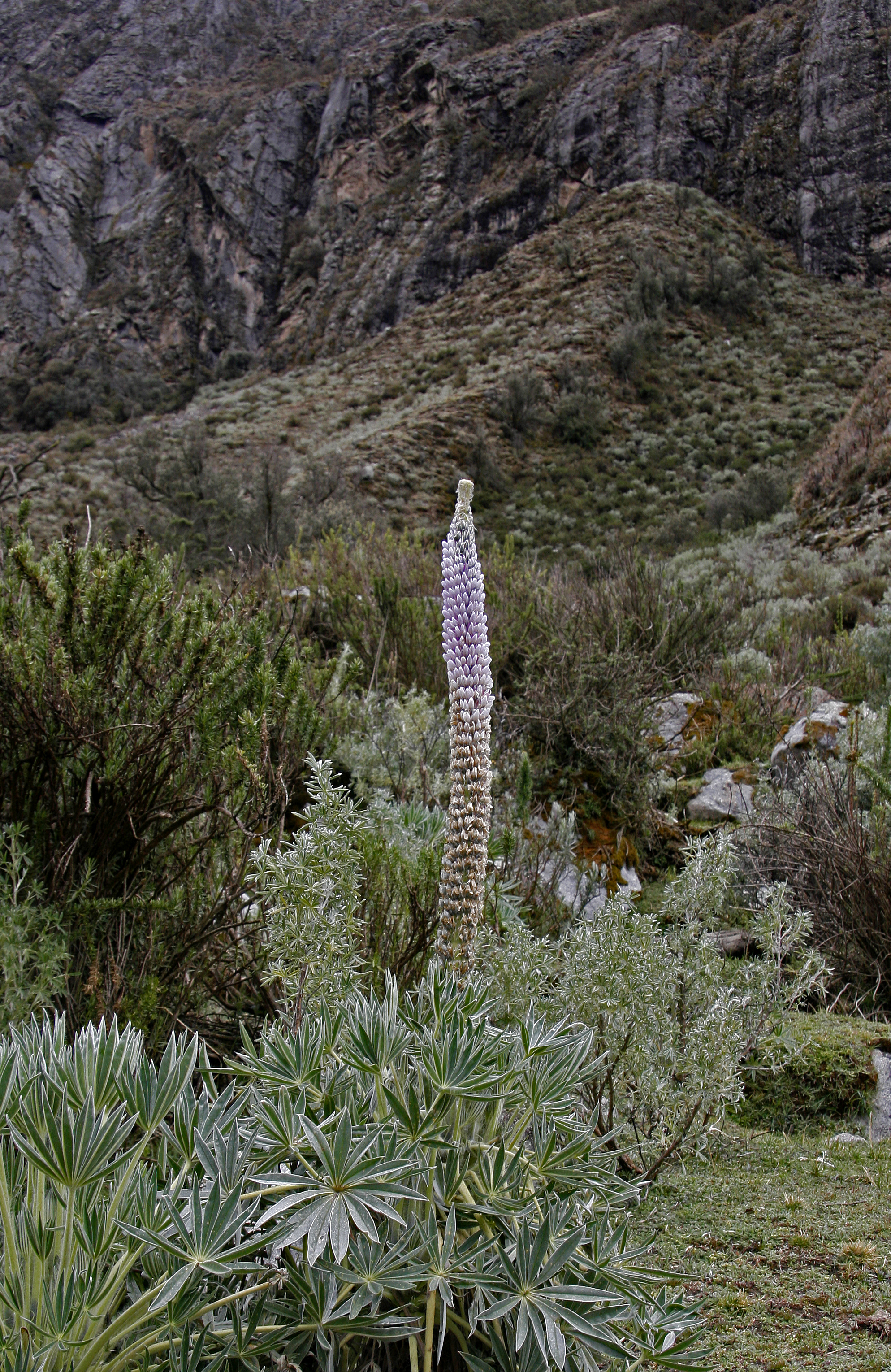
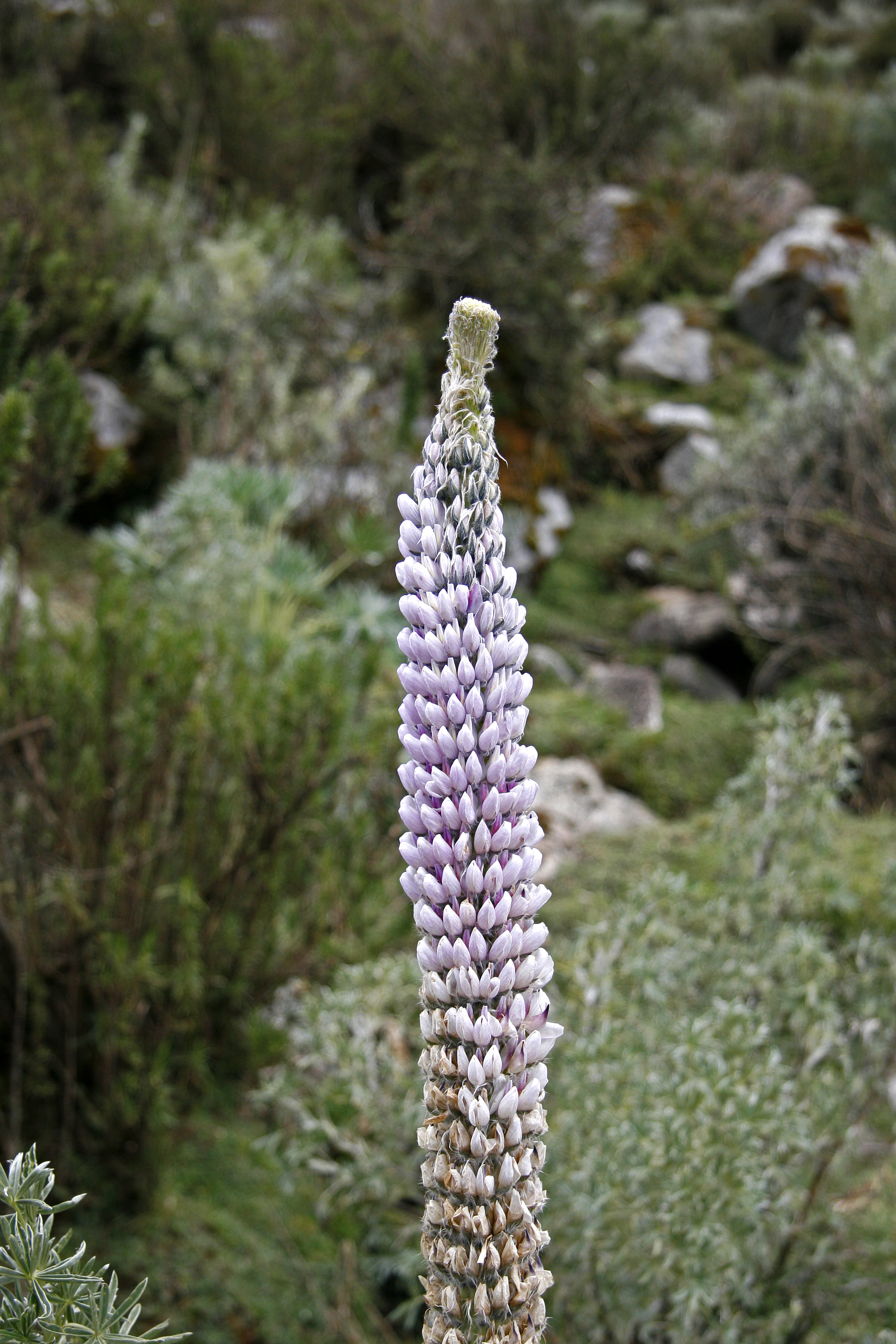

## Nombres comunes
- Jayapan chakor,[5] jopcha, taulli,[6] taulli macho, tararwa[7]